# David Hodges
David Hodges (ur. 5 grudnia 1978 roku w Little Rock w Arkansas, USA) – amerykański wokalista. Były klawiszowiec i wokalista zespołu Evanescence (do grudnia 2002 roku). Aktualnie wokalista i współzałożyciel zespołu The Age of Information (dawniej Trading Yesterday).

## Evanescence
Latem 1998 roku, przez wspólnych znajomych David poznał Bena Moodego. Ben pomagał przy nagrywaniu solowego albumu Davida - Musical Demonstrations Pt.1. Półtora roku później David dołączył do Bena Moodego i Amy Lee, którzy wspólnie zabrali się za pisanie i nagrywanie albumu demo Origin jako zespół Evanescence.
David brał również udział przy tworzeniu pierwszego studyjnego albumu Evanescence – Fallen. Pisał wraz z Benem i Amy teksty, grał na instrumentach klawiszowych i był tłem wokalu.
19 grudnia 2002 roku David zdecydował się opuścić Evanescence, ponieważ chciał, by zespół grał chrześcijański rock, jednak Ben i Amy nie byli do tego przekonani. W kwietniu 2003 roku Davida nie było już w zespole, kiedy wybuchł spór na temat tego, czy zespół powinien być określany jako chrześcijański. Ben i Amy ogłosili, bez żadnych konkretnych argumentów, że zespół nie ma powiązań z chrześcijańską sceną muzyczną.

## Solo
W 2000 roku David Hodges stworzył swój pierwszy solowy album: Musical Demonstrations Pt.1. W tworzeniu tego minialbumu pomagali m.in. były członek i współzałożyciel zespołu Evanescence – Ben Moody, Josh Hartzler (który współtworzył teksty) oraz siostra Davida, Hannah Hodges, która jest tłem wokalu i śpiewa wraz z bratem w utworze "Thursday", a Penny Hodges gra na flecie.
W tym samym roku David napisał śpiewy dla konferencji Kościoła Summit Worship. Było to sześć utworów, z czego najbardziej znany jest "Breathe", gdzie David śpiewa wraz z wokalistką zespołu Evanescence, Amy Lee. W 2003 roku David po raz drugi tworzy utwory dla Kościoła, które zapisuje na CD o nazwie The Genesis Project. Są to trzy utwory: "You Are the Light", "Make Us Whole" i "For You Only". Teksty dla The Genesis Project stworzyli Will Reedy, Leslie Harper wraz z Davidem i innymi.
14 grudnia 2003 roku większość utworów Davida została włączona do soundtracku o nazwie The Light dla programu Bożego Narodzenia, który został stworzony dla Kościoła. Rok później utwór z The Light - "World on Fire" trafił na debiutancką płytę zespołu Trading Yesterday - The Beauty and the Tragedy.

## Trading Yesterday
To amerykański zespół grający rock alternatywny czy też pop/rock, uformowany w 2003 roku.
W maju 2003 roku David i Mark Colbert podczas obiadu w IHOP zdecydowali o powstaniu zespołu. Razem wykupili apartament, w którym zaczęli tworzyć muzykę. Później dołączył Steven McMorran, który miał podobne plany.
15 maja 2004 roku Trading Yesterday nagrali swoją pierwszą płytę - The Beauty and the Tragedy, która została nagrana w apartamencie Davida. Potem podpisali umowę z Epic Records, który latem 2005 roku wydał ich pierwszy singel - "One Day".
Pod koniec 2005 roku zespół rozwiązał kontrakt z amerykańską wytwórnią muzyczną Epic Records.
27 czerwca 2006 roku odszedł współzałożyciel zespołu Mark Colbert z powodu kariery w audio inżynierii.
W październiku 2006 roku Trading Yesterday zagrał na otwarcie pokazu dla ważnego dla chrześcijańskiej muzyki Chrisa Tomlina.
Druga płyta zespołu Trading Yesterday - More Than This nigdy nie oficjalnie nie pojawiła się na rynku, jednak w grudniu 2006 roku ukazała się w internecie. Na płycie pojawiło się siedem utworów z debiutanckiej płyty The Beauty and the Tragedy, które zostały nieco zmienione. Są to takie utwory jak: "One Day", "She Is the Sunlight", "Love Song Requiem", "For You Only", "World on Fire", "The Beauty & the Tragedy" i "Shattered". Głównym przesłaniem płyty, tak jak pierwszej (debiutanckiej) jest miłość, która zabija i ratuje.
W lipcu 2007 roku zespół Trading Yesterday zmienił nazwę na The Age of Information.

## The Age of Information
Zespół Trading Yesterday w lipcu 2007 roku zmienił nazwę na The Age of Information.
11 września 2007 roku, wyszedł pierwszy album EP zespołu The Age of Information o nazwie Everything Is Broken. Nie tylko zmieniła się nazwa zespołu, ale również zaszła zmiana w brzmieniu. Jest więcej akustyki i elektroniki.

## Współpraca
Razem z wokalistką Evanescence – Amy Lee nagrali dwa duety - "Fall Into You" i "Breathe".
W 2004 roku David wraz z Benem Moodym pracowali wspólnie przy piosence dla płyty Passion of the Christ: Songs soundtrack zwany "Only Human, Only God". Jednak przez WindUp's LostKey Records w sierpniu 2004 roku, soundtrack nie został włączony do CD.
W 2005 roku David pomagał Bif Naked przy jej albumie Superbeautifulmonster. David grał na fortepianie w utworze: "Nothing Else Matters".
W 2006 roku David współpracował z Hacken Lee w Korei Południowej przy koncercie "Concert Hall II". David grał na bandoneonie.
W 2006 roku David wraz z Treyem Grahamem nagrali cover utworu "Comedown" zespołu Bush.
W 2006 roku David pomagał Charliemu Hallowi przy jego nowej płycie Flying Into Daybreak. Ulubionymi kawałkami Davida są "All My Love", "Bravery" i "Come For Me".
Pod koniec 2006 roku Jon Shirley wyprodukował swój nowy album pt. Heaven Hear Us. Przy produkcji albumu pracowali David Hodges i Steven McMorran, a zmiksowany został przez Marka Colberta.
W 2007 wokal Davida pojawił się na albumie Bethany Dillon Waking Up, w utworach "Beggar's Heart" i "Change" (gdzie grał również na fortepianie), a w "You Are On Our Side" zagrał na fortepianie i instrumentach klawiszowych.

## Autor tekstów
- 2004 Kelly Clarkson ("Because of You", "Addicted")
- 2005 Anastacia ("Pieces of a Dream")
- 2006 Daughtry ("What About Now")
- 2006 Lesley Roy ("Come Back")
- 2007 Lesley Roy ("Make It Back")
- 2007 Glen Phillips ("Believe It")
- 2007 Steve Bertrand ("Until The Words Are Found")
- 2007 Backstreet Boys ("Something That I Already Know")
- 2007 Céline Dion ("This Time")
- 2007 Blake Lewis ("1000 Miles")
- 2008 David Archuleta ("Crush")

## Dyskografia

### Evanescence
- 2000 Origin
- 2003 Fallen

### Solo
- 2000 Musical Demonstrations Pt.1
- 2000 The Summit Church: Summit Worship
- 2003 The Summit Church: The Genesis Project
- 2003 The Light

### Trading Yesterday
- 2004 The Beauty and the Tragedy
  - One Day, singel, 2005
- 2006 More Than This

### The Age of Information
- 2007 Everything Is Broken